# Carmen Stoleru
Carmen Dumitrița Stoleru (n. 11 octombrie 1986, în Piatra Neamț) este o jucătoare de handbal din România legitimată la clubul CS Gloria 2018 Bistrița-Năsăud și care evoluează pe postul de centru. Anterior, Stoleru a jucat la CS Dacia Mioveni 2012, SCM Gloria Buzău și 11 sezoane la HCM Roman unde a fost căpitanul acestei echipe.
Carmen Stoleru are o soră, Georgiana, care a făcut și ea parte din echipa HCM Roman ce a jucat semifinala Cupei Challenge din 2007.

## Palmares
- Cupa Cupelor:
  - Optimi: 2014-15

- Liga Europeană:
  - Turul 3: 2020-21, 2021-22, 2022-23

- Cupa EHF:
  - Optimi: 2015–16
  - Turul 3: 2016-17, 2017-18

- Cupa Challenge:
  - Semifinalistă: 2006–07

- Cupa României:
  -  Câștigătoare: 2020-21
  -  Finalistă: 2013-14, 2015-16
  -  Medalie de bronz: 2019-20
  - Semifinalistă: 2010-11, 2017-18

- Supercupa României:
  -  Câștigătoare: 2020-21
  -  Finalistă: 2013-14, 2015-16